# Newfield (Maine)
Pour les articles homonymes, voir Newfield.
Newfield est une ville américaine située dans le Comté de York, dans le Maine. Selon le recensement de 2020, sa population est de 1 648 habitants.